# هالیدی گرینجر
هالیدی گرِینجر (به انگلیسی: Holliday Grainger) (زاده ۲۷ مارس ۱۹۸۸) بازیگر انگلیسی است.
از کارهای معروف او می‌توان به بازی در سریال مرلین و سریال رابین هود و فیلم سیندرلا اشاره کرد.

## فیلم‌شناسی

### سینما
- ۲۰۰۷ - دفترچه راهنمای مادر بد
- ۲۰۰۹ - روزهای دور
- ۲۰۱۱ - جین ایر
- ۲۰۱۲ - آرزوهای بزرگ
- ۲۰۱۲ - آنا کارنینا
- ۲۰۱۲ - بل آمی
- ۲۰۱۴ - باشگاه شورش
- ۲۰۱۵ - سیندرلا
- ۲۰۱۶ - بهترین ساعات
- ۲۰۱۷ - تب لاله
- ۲۰۱۷ - دخترعموی من ریچل
- ۲۰۱۸ - این را به زنبورها بگو

### تلویزیون
- ۲۰۰۸ - مرلین
- ۲۰۰۹ - رابین هود
- ۱۳–۲۰۱۱ بورجیاها (در نقش لوکرتسیا بورجیا)
- ۲۰۱۷ تا اکنون استرایک
- ۲۰۱۸ - پاتریک ملروز
- ۲۰۱۹- اسارت